# Wacław Dostal
Wacław Dostal (ur. 14 lipca 1903 w Stryju, zm. ?) – dyplomata w służbie konsularnej II Rzeczypospolitej.

## Życiorys
Od października 1918 do grudnia 1920 r. służył w Wojsku Polskim. Ukończył Wyższą Szkołę dla Handlu Zagranicznego we Lwowie. Wstąpił do polskiej służbie dyplomatycznej. Od 15 lipca 1926 był pracownikiem kontraktowym w  konsulacie generalnym RP w Berlinie. Od 1 kwietnia 1928 do 15 czerwca 1929 I sekretarz wydziału konsularnego poselstwa RP w Wiedniu. Po odwołaniu do centrali Ministerstwa Spraw Zagranicznych i przydzielony do Departamentu Konsularnego MSZ. Od 1 czerwca 1931 do 31 grudnia 1931 attaché konsularny w konsulacie w Antwerpii, następnie do 31 maja 1933  w konsulacie generalnym w Rzymie. Po dwóch latach pracy w Wydziale Osobowym MSZ 1 marca 1935 wysłany jako I sekretarz poselstwa RP w Buenos Aires na stanowisko kierownika wydziału konsularnego. Od 1 lipca 1936 do 28 lutego 1937 kierował poselstwem w Argentynie jako chargé d'affaires ad interim, po czym powrócił na poprzednie stanowisko,  które zajmował do 1 listopada 1939, gdy opuścił służbę dyplomatyczną.

## Ordery i odznaczenia
- Krzyż Walecznych[1]
- Złoty Krzyż Zasługi (1939)[2]
- Medal Niepodległości[1]
- Medal Pamiątkowy za Wojnę 1918–1921[1]
- Medal Dziesięciolecia Odzyskanej Niepodległości[1]